# SMACS J0723.3-7327
SMACS J0723.3-7327 és un cúmul de galàxies dins de la constel·lació meridional de Volans (RA/Dec = 110,8375, -73,4391667). És un tros de cel visible des de l'hemisferi sud de la Terra i sovint visitat pel Hubble i altres telescopis a la recerca del passat profund. Va ser l'objectiu de la primera imatge a tot color que va ser presentada pel telescopi espacial James Webb, capturada amb NIRCam. Ha estat observat prèviament pel telescopi espacial Hubble com a part del Southern Massive Cluster Survey (SMACS), així com Planck i Chandra.